# 品川区立宮前小学校
品川区立宮前小学校（しながわくりつ みやまえ しょうがっこう） は、東京都品川区戸越4丁目にある公立小学校。

## 概要
所在地は品川区戸越である。戸越公園駅・戸越駅の間に位置し、校舎に面する道路には戸越銀座商店街の店舗が立ち並ぶ。周辺は文庫の森や戸越公園など、自然豊かな地域でもある。通学地域は戸越地域の一部である。

## 沿革
- 1926年（大正15年）11月18日 - 東京府荏原郡宮前尋常小学校開校。開校時点の児童数1237名・学級数24・教員数26名だった。
- 1928年（昭和3年）12月1日 - 学区を変更し、大間窪校から318名編入。校舎増築。
- 1932年（昭和7年）10月1日 - 学区変更し、戸越校へ715名編入。
- 1944年（昭和19年）8月27日 - 第一次学童集団疎開。静岡県引佐郡奥山町へ学童435名疎開。
- 1945年（昭和20年）
  - 5月24日 - 空襲により校舎焼失。
  - 11月10日 - 授業再開。中延国民学校を一部借用。再開時点の児童数315名・教員数14名。
- 1947年（昭和22年）
  - 2月22日 - 仮校舎建築落成。
  - 4月1日 - 学制改革により、東京都品川区立宮前小学校と改称。
- 1966年（昭和41年）7月10日 - プール新築（縦25m×横7m）。
- 2001年（平成13年）12月1日 - 開校75周年記念行事挙行。
- 2002年（平成14年）9月4日 - すまいるスクール宮前開校。
- 2006年（平成18年）10月28日 - 開校80周年記念式典挙行。
- 2007年（平成19年）7月21日 - 耐震化工事・すぎの子学級改修。
- 2008年（平成20年）
  - 10月8日 - 3階と1階のトイレ改修工事。
  - 11月17日 - 水飲栓直結化工事。
- 2011年（平成23年）11月5日 - 開校85周年記念行事挙行。
- 2014年（平成26年）9月1日 - タブレット端末を全児童へ貸与し、タブレット活用授業開始。
- 2015年（平成27年）7月1日 - 体育館天井耐震工事。
- 2016年（平成28年）11月5日 - 開校90周年記念式典挙行。
- 2018年（平成30年）4月1日 - 品川コミュニティ・スクール開始。
- 2024年（令和6年）4月1日 - 自閉症・情緒障害特別支援学級（さくら学級）開設。

## 通学区域
出典
- 戸越1丁目（1番～18番）
- 戸越2丁目（1番～5番・6番(23号～30号)）
- 戸越3丁目（全域）
- 戸越4丁目（1番、2番、3番(1号～5号・19号～28号)、4番(3号、4号・15号～24号)、5番～9番）
- 戸越5丁目（1番～7番、10番～17番、18番(1号～9号・14号～20号)）

## 進学先中学校
出典
公立学校に進学する場合
- 品川区立戸越台中学校

## 周辺
- 社会福祉法人戸越会東戸越保育園 - 進学前保育園のひとつ
- スーパーオオゼキ戸越公園店（2024年2月22日閉店）
- 品川戸越郵便局
- 東京都道420号鮫洲大山線
- 文庫の森
- 品川区立戸越体育館
- 品川区立戸越小学校
- 品川区立戸越公園
- 警視庁荏原警察署
  - 宮前交番 - 品川区立戸越体育館に隣接
  - 戸越交番 - 国道1号線と東京都道420号鮫洲大山線の戸越三丁目交差点付近

## 交通
- 東急バス「反01」・「反02」の各系統で、「戸越三丁目」停留所より、校地北側の正門まで、
  - 川崎駅ラゾーナ広場行（反01）・池上警察署前行（反02）のりばから、徒歩約345m・約5分。
  - 五反田駅行のりばから、徒歩約480m・約7分。
    - 五反田駅行のりばは、国道1号線と東京都道420号鮫洲大山線の戸越三丁目交差点まで廻る必要があるため、やや遠回りとなる。
- 東急電鉄
  - 大井町線戸越公園駅より、校地東側の門まで、
    - 出口1（二子玉川・溝の口方面行）のりばから、徒歩約370m・約6分。
    - 出口2（大井町行のりば）から、徒歩約350m・約5分。

  - 池上線戸越銀座駅より、校地東側の門まで、
    - 出口1（蒲田行のりば）から、徒歩約750m・約11分。
    - 出口2（五反田行のりば）から、徒歩約760m・約11分。
- 都営地下鉄浅草線戸越駅（A4出口）から、校地北側の正門まで、徒歩約400m・約6分。

## 著名な出身者
- 遠藤憲一（俳優）